# Carmina burana (cants goliards)
Carmina burana (/ˈkɑːrmɪnə bʊˈrɑːnə/) és una col·lecció de cants dels segles xii i xiii, que s'han conservat en un únic còdex trobat el 1803 a l'abadia de Bura Sancti Benedicti (Benediktbeuern), a Baviera, i que és conservat a la Biblioteca Estatal de Baviera a Múnic. El compositor alemany Carl Orff s'hi va inspirar per compondre la seva cantata escènica Carmina Burana el 1937. El terme ve del llatí carmĕn carmĭnis, 'cant' o 'càntic' (no s'ha de confondre amb el mot àrab carmén, 'jardí'), i burana és l'adjectiu gentilici que indica la procedència: "de Bura" (el nom llatí de la ciutat alemanya de Beuern, a Baviera). El significat del nom és, per tant, 'Cançons de Beuern'.
El còdex, que és un llibre en fulls blancs que normalment s'utilitza per a escriure a mà, a més, recull un total de 300 rimes, escrites majoritàriament en llatí (encara que no amb metre clàssic), en part en un dialecte del germànic antic mitjà, i del francès antic. Van ser escrits per estudiants i clergues pels volts de la dècada del 1230, i s'hi fa gala del gaudi per viure i de l'interès pels plaers terrenals, per l'amor carnal i el gaudi de la natura i, amb la seva crítica satírica als estaments socials i eclesiàstics, ens donen una visió contraposada a la que es va desenvolupar en el segle xix respecte a l'edat mitjana com una "època fosca".
Com a objectiu, el Carmina Burana s'inspira en el poeta llatí Ovidi, però, a més a més, crea nous recursos per fer que la rima hi destaqui.
Els manuscrits del Carmina Burana són la màxima representació de la poesia goliarda, un moviment internacional, amb cançons originàries de diferents països: Occitània, França, Anglaterra, Escòcia, Suïssa, corona d'Aragó, Castella i Alemanya, que tracten temàtiques relacionades amb el vi, el joc i les dones. En els Carmina Burana, se satiritza i critica tota la societat en general, especialment les persones que ocupaven el poder en la corona i sobretot en el clergat. Les composicions més característiques són les Kontrafakturen, produccions artístiques que imiten el ritme de les lletanies de l'Antic Testament per satiritzar la decadència de la cúria romana, o per construir elogis a l'amor, al joc o, sobretot, al vi, en la tradició dels carmina potoria.
La col·lecció dels diversos tipus provinents del Carmina està dividida en sis parts:
- Carmina ecclesiastica (cançons sobre temes religiosos)
- Carmina moralia et satirica (cants morals i satírics)
- Carmina amatoria (cançons d'amor)
- Carmina potoria (conté obres sobre la beguda, i també paròdies)
- Ludi (representacions religioses)
- Supplemantum (versions de totes les anteriors, amb algunes variacions)

La cantata Carmina Burana:
En 1937, Carl Orff va estrenar una cantata escènica titulada Carmina Burana (Orff). La música era seva i els textos eren poemes del Carmina Burana medieval. Carl Orff va subtitular l'obra: "Cantiones profanae cantoribus et choris cantandae comitantibus instrumentis atque imaginibus magicis".

## Influència a Catalunya
Emparentat amb aquesta tradició de la poesia goliarda, a Catalunya s'ha conservat una obra única: el Cançoner de Ripoll. Es tracta d'un recull de vint composicions de tema eròtic que foren trobades al monestir de Ripoll. Daten del darrer terç del segle xii, i constitueixen el recull més important en llatí de temàtica eròtica de Catalunya.